# Sant Antoni de Falset
Sant Antoni de Falset és una ermita inacabada de Falset (Priorat) inclosa a l'Inventari del Patrimoni Arquitectònic de Catalunya.

## Descripció
Edifici de planta rectangular situat als peus de l'ermita de sant Gregori, als afores de Falset.
La construcció es bastí fins a l'alçada del pis amb paredat i maons de reforç en pilastres interiors, contraforts exteriors i cantonades. El portal d'accés, a la façana frontal, es un arc apuntat també bastit amb maons.